# Przełęcz nad Kolebą
Przełęcz nad Kolebą (słow. Sedlo nad Kolibou) – przełęcz w słowackiej części Tatr Wysokich położona na wysokości 1610 m n.p.m. stanowiąca najdalej wysuniętą na północny zachód przełęcz znajdującą się w Świstowej Grani. Oddziela Turnię nad Kolebą na północnym zachodzie od Turni nad Polaną na południowym wschodzie. Na Przełęcz nad Kolebą nie prowadzą żadne znakowane szlaki turystyczne.
Przełęcz nad Kolebą ma dwa siodła rozdzielone niewielkim garbem, który jedynie od strony doliny Rówienki jest nieco skalisty. Główne, południowo-wschodnie siodło jest szerokie i trawiaste, natomiast północno-zachodnie (położone nieco wyżej i bezpośrednio pod Turnią nad Kolebą) porośnięte jest dużym łanem kosodrzewiny i jest nieco węższe.
Przełęcz nad Kolebą z powodu dość łatwej dostępności była od dawna znana myśliwym i pasterzom. Autorem pierwszego wejścia turystycznego był Alfréd Grósz, który dokonał tego 28 czerwca 1914 r.
Nazewnictwo Przełęczy nad Kolebą pochodzi bezpośrednio od Turni nad Kolebą. Dawniejsze pomiary określały jej wysokość na 1628 m.